# Prout (Einheit)
Das Prout, benannt nach dem schottischen Chemiker William Prout, ist eine Einheit für die Kernbindungsenergie, sie entspricht 1/12 der Bindungsenergie von Deuterium.
1 Prout  = 185,5 keV